# Sonic Heroes
Sonic Heroes (jap. ソニック ヒーローズ Sonikku Hīrōzu) – gra komputerowa z serii Sonic the Hedgehog wydana na platformach GameCube, Xbox i PlayStation 2 pod koniec 2003 roku w Korei i Japonii, a w późniejszym okresie na Microsoft Windows. Cechą charakterystyczną tej części jest możliwość sterowania drużyną składającą się z trzech bohaterów.